# ФК Торпедо-ЗИЛ
Торпедо-ЗИЛ Москва е бивш руски футболен клуб. През 2011 е обединен с Торпедо Москва.

## История
Първоначално Торпедо-ЗИЛ е основан през 1997 година. През 2001 влиза в руската висша лига, а през 2004 се преименува на ФК Москва. През 2005 е основан нов отбор Торпедо, спонсориран от „Российская газета“. През сезон 2005 се състезава в Любителката лига, зона запад. През 2006 се класира за втора дивизия. През 2009 Торпедо-РГ е прекръстен на Торпедо ЗИЛ. От 2010 е собственост на Александър Мамут. През 2011 собственикът обявява, че отборът ще се обедини с Торпедо Москва.